# Рулја
Рулја или Руља (Котас) је насеље у Грчкој у општини Преспа, периферија Западна Македонија. Према попису из 2021. било је 24 становника.

## Географија
Рулја је удаљена око 38 km југозападно од града Лерин (Флорина) и 30 km северно од града Костура, који се налазе близу Малог Преспанског језера. Лежи на надморској висини од 890 метара у подножју планине Корбец. Котас је на десној обали реке Рулска река, леве притоке Бистрице.

## Историја
Село се први пут помиње у отоманском дефтеру 1530. под називом Хровиља са 25 породица. Према легенди, село је првобитно било смештено на подручју Горњег села, на путу Лерин - Корча. 1865. је саграђена црква Св. Богородица и отворена је школа.
Становништво је претежно сиромашно и бави се производњом воћа, житарица, кромпира и других пољопривредних производа. Талас исељавања у прекоокеанске земље је проузроковао постепени пад броја становника у насељу.
До 1927. године назив места је био Рулија или Рулја и затим до 1932. Катохори.

## Становништво
Македонски историчар Тодор Симовски, 1998. године наводи да је Рулја словенско насеље.
Преглед становништва у свим пописним годинама од 1940. до данас:
| Година       | 1940 | 1951 | 1961 | 1971 | 1981 | 1991 | 2001 | 2011 |
| ------------ | ---- | ---- | ---- | ---- | ---- | ---- | ---- | ---- |
| Становништво | 586  | 210  | 182  | 99   | 59   | 49   | 53   | 22   |